# کهک اسفیج
کهک اسفیج، روستایی از توابع بخش مرکزی شهرستان بافت در استان کرمان ایران است. فاصله این روستا تا شهرستان بافت ۳۳کیلومتر است.

## آب و هوا
کهک اسفیچ روستایی کوهستانی و سردسیری بوده که در فصول سرد سال همواره شاهد بارش برف در آن هستیم. تابستانهایی خنک دارد که نیاز به وسیله سرمایشی ندارد.

## امکانات
کهک اسفیچ دارای امکانات آب و برق و گاز و تلفن است. از لحاظ دسترسی به خطوط موبایل، تنها اپراتور همراه اول در این روستا آنتن دهی دارد. اینترنت 4G از سال 1402 در دسترس بوده و ساکنان از طریق مدم‌های WIFI خط تلفن ثابت خانگی نیز به اینترنت دسترسی پیدا می‌کنند البته سرعت بسیار پایینی دارد.

## مردم‌شناسی
مردم کهک اسفیچ اکثراً ترک‌زبان هستند و گویشهای روزمره آن‌ها به زبان تُرکی است. فقط طایفه سیاجل که عدهٔ قلیلی از جمعیت روستا را تشکیل می‌دهند، فارس می‌باشند. ساکنان ترک‌زبان کهک اسفیچ از طوایف افشار و تکلو می‌باشند. اصالت تکلوها به ولایت تکه ایلی در کشور ترکیه بر می‌گردد و در زمان پدر شاه اسماعیل صفوی به همراه شش ایل دیگر قاجار، افشار، روملو، استاجلو، شاملو و ذوالقدر به ایران آمدند و بنیان حکومت صفویه را بنا نهادند. این هفت ایل قزلباش نامیده می‌شدند. از بین این هفت ایل فقط دو ایل افشار و تکلو به استان کرمان کوچانده شدند. هم اینک از افراد مشهور این منطقه می‌توان به شهید منصور ناصری تکلو اشاره کرد که اولین شهید منطقه و دومین شهید شهرستان بافت است.